# Douzy
Douzy est une commune nouvelle française située dans le département des Ardennes en région Grand Est.
Elle est née le 15 septembre 2015 à la suite de la fusion des deux communes : Mairy et l'ancienne commune de Douzy, ces deux communes prenant alors le statut de commune déléguée,.

## Géographie
Les communes limitrophes sont  Bazeilles, Brévilly, Euilly-et-Lombut, Francheval, Mouzon, Pouru-Saint-Remy, Remilly-Aillicourt, Tétaigne et Villers-devant-Mouzon.

### Situation
Douzy est à 10 km à l'est de Sedan non loin de la frontière belge.

### Communes limitrophes
|                    | Francheval            |                                  |
| Bazeilles          | Douzy                 | Pouru-Saint-Remy Brévilly        |
| Remilly-Aillicourt | Villers-devant-Mouzon | Mouzon Euilly-et-Lombut Tétaigne |

### Hydrographie
La commune est dans le bassin versant de la Meuse au sein du bassin Rhin-Meuse. Elle est drainée par la Meuse, la Chiers, le ruisseau de Magne, le ruisseau le Rule, le ruisseau des Trois Fontaines, le ruisseau de la Petite Ville, le ruisseau de Lombut, le ruisseau de Vaudime, le ru de Londre et le ruisseau de Boulacourt,.
La Meuse, d'une longueur de 486 km, est un fleuve européen qui prend sa source en France, dans la commune du Châtelet-sur-Meuse, à 409 mètres d'altitude, et se jette dans la mer du Nord après un cours long d'approximativement 950 kilomètres traversant la France, la Belgique et les Pays-Bas. Elle longe la commune sur une petite partie sud-ouest, sur une longueur d'environ 1,1 km.
La Chiers, d'une longueur de 127 km, prend sa source dans la commune de Mont-Saint-Martin et se jette  dans la Meuse à Remilly-Aillicourt, après avoir traversé 46 communes. Elle traverse la commune d'est en ouest sur une longueur d'environ 5,5 km.

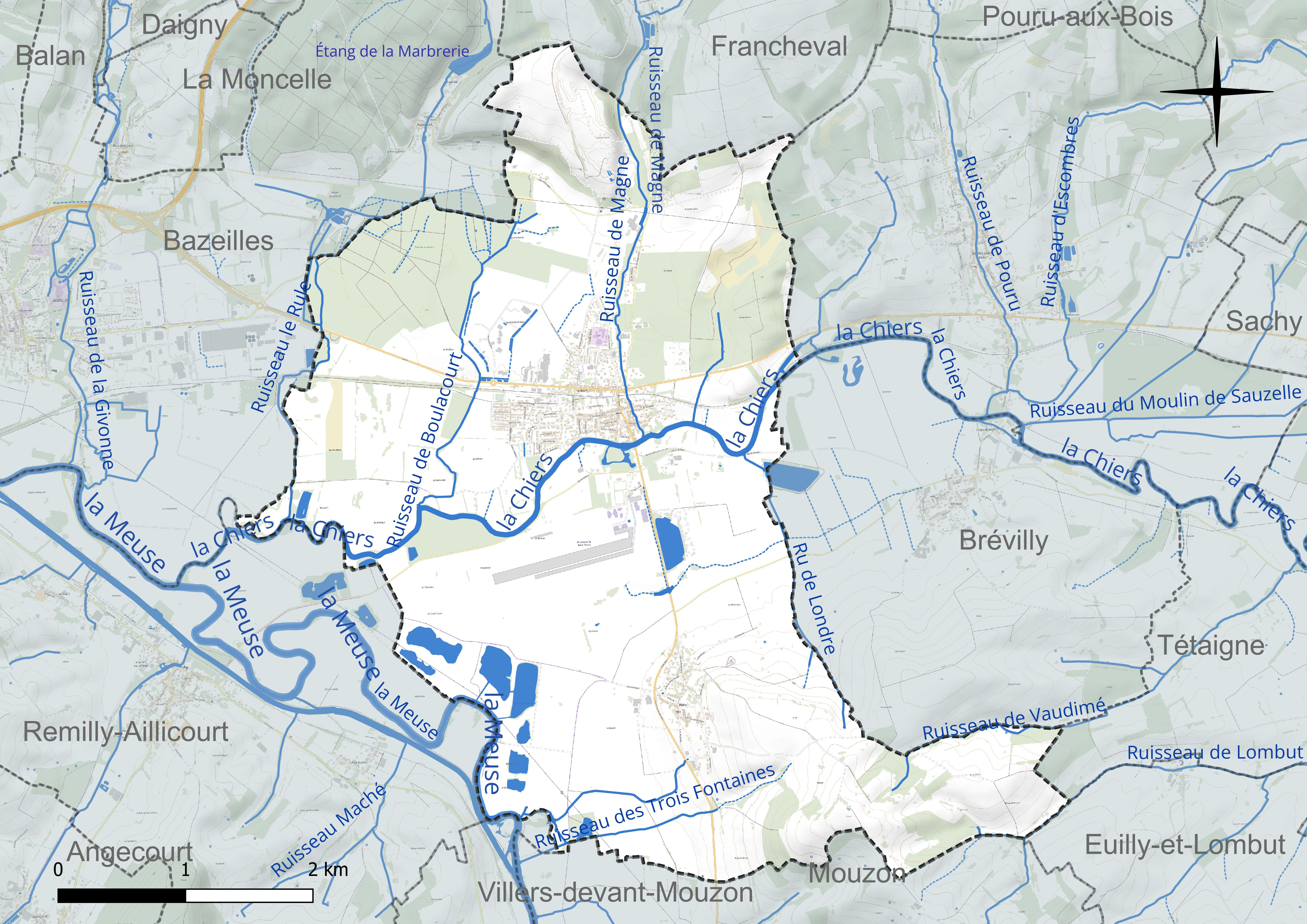
Réseau hydrographique de Douzy.

Le ruisseau de Magne, d'une longueur de 11 km, prend sa source dans la commune de Bazeilles et se jette  dans la Chiers à Margut, après avoir traversé trois communes.
Le ruisseau le Rule, d'une longueur de 12 km, prend sa source dans la commune de Bazeilles et se jette  dans la Chiers à Remilly-Aillicourt, après avoir traversé quatre communes.

### Climat
Pour des articles plus généraux, voir Climat du Grand Est et Climat des Ardennes.
En 2010, le climat de la commune est de type climat des marges montargnardes, selon une étude du Centre national de la recherche scientifique s'appuyant sur une série de données couvrant la période 1971-2000. En 2020, Météo-France publie une typologie des climats de la France métropolitaine dans laquelle la commune est exposée à un climat océanique altéré et est dans la région climatique Lorraine, plateau de Langres, Morvan, caractérisée par un hiver rude (1,5 °C), des vents modérés et des brouillards fréquents en automne et hiver.
Pour la période 1971-2000, la température annuelle moyenne est de 9,7 °C, avec une amplitude thermique annuelle de 15,8 °C. Le cumul annuel moyen de précipitations est de 902 mm, avec 13,4 jours de précipitations en janvier et 9,3 jours en juillet. Pour la période 1991-2020, la température moyenne annuelle observée sur la station météorologique installée sur la commune est de 10,5 °C et le cumul annuel moyen de précipitations est de 857,0 mm. 
La température maximale relevée sur cette station est de 40,3 °C, atteinte le 25 juillet 2019 ; la température minimale est de −14,8 °C, atteinte le 3 janvier 2004,,.
| Mois                                  | jan.           | fév.           | mars           | avril         | mai           | juin          | jui.          | août          | sep.          | oct.          | nov.          | déc.           | année      |
| ------------------------------------- | -------------- | -------------- | -------------- | ------------- | ------------- | ------------- | ------------- | ------------- | ------------- | ------------- | ------------- | -------------- | ---------- |
| Température minimale moyenne (°C)     | 0              | −0,2           | 1,3            | 3,6           | 7,3           | 10,8          | 12,4          | 12,1          | 8,5           | 6,4           | 3,7           | 0,9            | 5,6        |
| Température moyenne (°C)              | 2,8            | 3,3            | 6,4            | 10            | 13,4          | 17,1          | 18,8          | 18,2          | 14,6          | 10,9          | 6,8           | 3,6            | 10,5       |
| Température maximale moyenne (°C)     | 5,5            | 6,8            | 11,4           | 16,3          | 19,5          | 23,4          | 25,1          | 24,2          | 20,7          | 15,4          | 9,8           | 6,3            | 15,4       |
| Record de froid (°C) date du record   | −14,8 03.01.04 | −14,4 07.02.12 | −11,7 01.03.05 | −7 08.04.03   | −3,8 03.05.21 | 1,1 05.06.09  | 3,7 03.07.11  | 3 26.08.18    | −1,2 30.09.18 | −6,6 28.10.03 | −8,6 30.11.16 | −14,4 20.12.09 | −14,8 2004 |
| Record de chaleur (°C) date du record | 15,8 30.01.06  | 19,6 27.02.19  | 25,5 31.03.21  | 28,6 14.04.07 | 32,1 28.05.17 | 36,2 22.06.17 | 40,3 25.07.19 | 38,6 12.08.03 | 34,9 15.09.20 | 27 01.10.11   | 19,6 02.11.20 | 16 31.12.22    | 40,3 2019  |
| Précipitations (mm)                   | 89,6           | 70,6           | 62,3           | 47,2          | 68,4          | 77,2          | 62,9          | 81,3          | 46,2          | 72,3          | 75            | 104            | 857        |

| Diagramme climatique                                  |             |             |             |             |              |              |              |             |             |          |           |
| J                                                     | F           | M           | A           | M           | J            | J            | A            | S           | O           | N        | D         |
| 5,5089,6                                              | 6,8−0,270,6 | 11,41,362,3 | 16,33,647,2 | 19,57,368,4 | 23,410,877,2 | 25,112,462,9 | 24,212,181,3 | 20,78,546,2 | 15,46,472,3 | 9,83,775 | 6,30,9104 |
| Moyennes : • Temp. maxi et mini °C • Précipitation mm |             |             |             |             |              |              |              |             |             |          |           |

Les paramètres climatiques de la commune ont été estimés pour le milieu du siècle (2041-2070) selon différents scénarios d'émission de gaz à effet de serre à partir des nouvelles projections climatiques de référence DRIAS-2020. Ils sont consultables sur un site dédié publié par Météo-France en novembre 2022.

## Urbanisme

### Typologie
Au 1er janvier 2024, Douzy est catégorisée bourg rural, selon la nouvelle grille communale de densité à 7 niveaux définie par l'Insee en 2022.
Elle est située hors unité urbaine. Par ailleurs la commune fait partie de l'aire d'attraction de Sedan, dont elle est une commune de la couronne,. Cette aire, qui regroupe 31 communes, est catégorisée dans les aires de moins de 50 000 habitants,.

## Toponymie
Le nom de la localité est attesté sous les formes Dutciacus au IXe siècle, Doziacus en 871.
Dans le parler local ardennais, Douzy est appelée « le pays des rallonges »[réf. nécessaire].

## Histoire
La commune est née le 15 septembre 2015 avec le statut de commune nouvelle à la suite de la fusion des deux communes : Mairy et l'ancienne commune Douzy, ces deux communes prenant alors le statut de commune déléguée.
Il convient de se reporter aux articles consacrés aux anciennes communes fusionnées.

## Politique et administration

### Composition
La commune nouvelle est formée par la réunion de 2 anciennes communes : 
| Nom           | Code Insee | Intercommunalité            | Superficie (km2) | Population (dernière pop. légale) | Densité (hab./km2) |
| ------------- | ---------- | --------------------------- | ---------------- | --------------------------------- | ------------------ |
| Douzy (siège) | 08145      | CC des Portes du Luxembourg | 12,76            | 1 877 (2013)                      | 147                |
| Mairy         | 08267      | CC des Portes du Luxembourg | 7,44             | 257 (2013)                        | 35                 |

### Liste des maires
| Période           | Période                   | Identité                                         | Étiquette | Qualité |
| ----------------- | ------------------------- | ------------------------------------------------ | --------- | ------- |
| 22 septembre 2015 | En cours (au 27 mai 2020) | Charline Closse, Réélue pour le mandat 2020-2026 | DVD       |         |

### Jumelages
Douzy est jumelée avec une commune d'Allemagne appelée Mölschbach (près de Kaiserslautern).

## Population et société

### Démographie
L'évolution du nombre d'habitants est connue à travers les recensements de la population effectués dans la commune depuis sa création.

En 2022, la commune comptait 2 149 habitants, en évolution de −0,09 % par rapport à 2016 (Ardennes : −2,97 %, France hors Mayotte : +2,11 %).
| 2014  | 2015  | 2016  | 2021  | 2022  |
| ----- | ----- | ----- | ----- | ----- |
| 2 132 | 2 144 | 2 151 | 2 166 | 2 149 |

## Économie
Il convient de se reporter aux articles consacrés aux anciennes communes fusionnées.

## Culture locale et patrimoine

### Lieux et monuments
Il convient de se reporter aux articles consacrés aux anciennes communes fusionnées.
- Église Saint-Rémi de Mairy.
- Chapelle de Douzy.
- Église Saint-Barthélemy de Douzy.

### Personnalités liées à la commune
Il convient de se reporter aux articles consacrés aux anciennes communes fusionnées.

### Héraldique
| Armes de Douzy | Les armes de Douzy se blasonnent ainsi : De gueules à la bande ondée cousue d'azur, accompagnée en chef de deux clés d'or passées en sautoir et en pointe d'une fleur de lis florencée du même. |